# Aborígenes cubanos
El término aborígenes cubanos se refiere a los pueblos y etnias que poblaban Cuba hasta la llegada de los europeos.

## Introducción

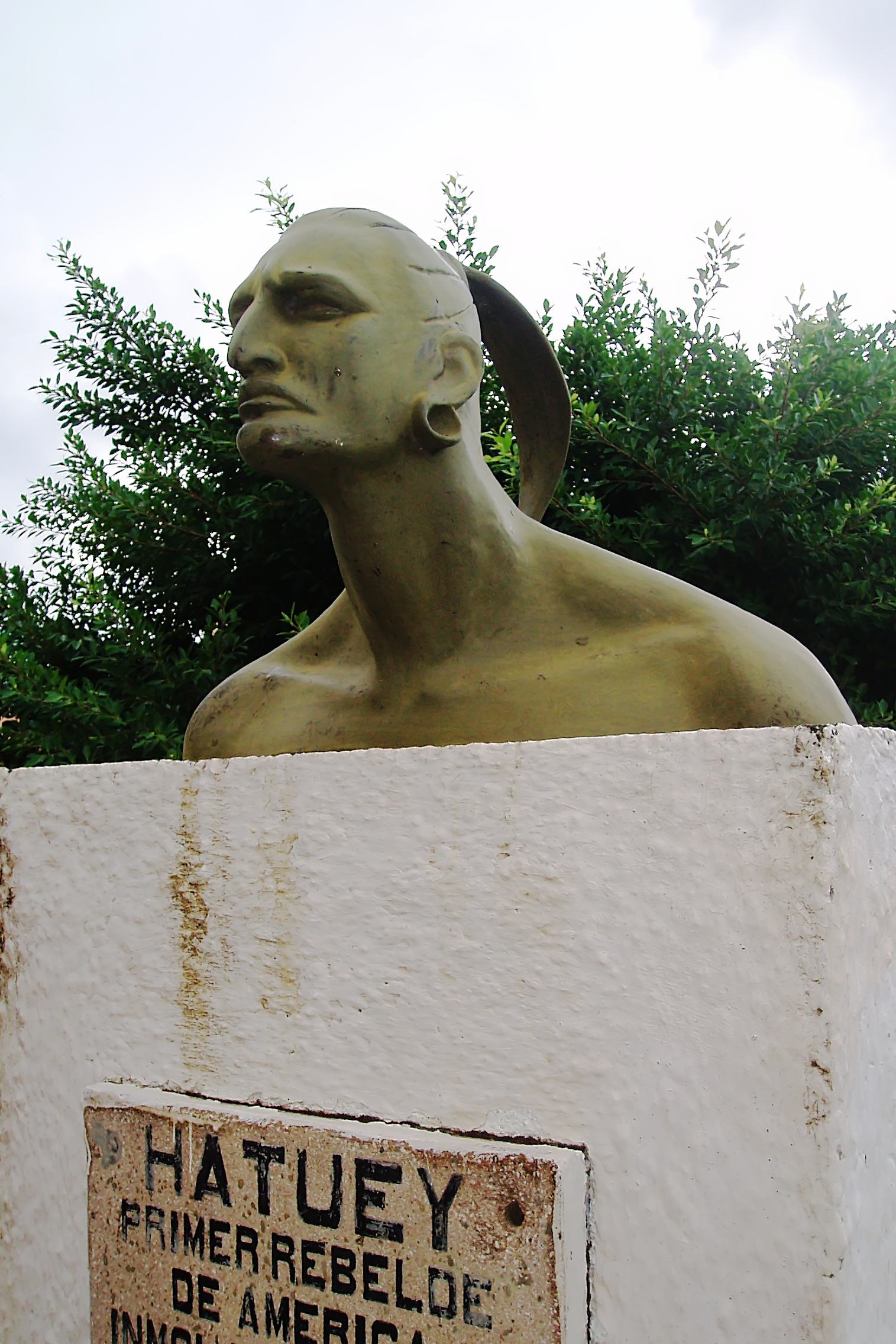
Monumento al cacique taíno Hatuey, en Baracoa (Cuba)

La principal fuente de información sobre los habitantes precolombinos de Cuba son los relatos y crónicas de los llamados "cronistas de las Indias", por lo que está matizada por la visión europeizante y cristiana de los mismos. Uno de estos cronistas, Bartolomé de las Casas, distinguió tres tipos de culturas diferentes en cuanto a rasgos étnicos, lingüísticos y de desarrollo tecnológico y social, las cuales llamó guanahatebey, siboney o sibuney y taína. La primera podría remontarse a las primeras migraciones desde América Central (Belice, Golfo de Honduras), mientras que las otras dos procederían a diferentes oleadas de grupos arawak desde el N. de América del Sur.
Otra fuente adicional de información son los estudios arqueológicos, etnológicos y morfológicos, llevados a cabo durante el siglo XX y que han permitido conocer mejor la vida de estos primeros habitantes de la isla. Estos estudios han llevado a clasificar los grupos humanos prehispánicos de Cuba en tres grupos: el de la edad de la concha (correspondiente al Guanahatebey), el de la edad de la piedra (correspondiente al Siboney) y la edad de la alfarería (correspondiente a la Taína).

### Origen
Los aborígenes cubanos son el resultado de varias oleadas migratorias que arribaron a Cuba desde diferentes lugares de la América continental. Se piensa pudieron usar rústicos botes o canoas. Se ha comprobado que fue posible navegar en ellas desde América del Sur por el viaje del conocido naturalista cubano Antonio Núñez Jiménez. Las migraciones reconstruidas mediante evidencias arqueológicas son:
- Primera Migración: 6000 a. C. Desde el Golfo de México y Norteamérica. Estos primeros grupos eran cazadores paleolíticos que venían del Missisippí, la Florida y Bahamas detrás del "perezoso gigante" Megalocnus rodens, el manatí, el almiquí, la jutía y otros. Los grupos procedentes del litoral del golfo de México, procedían más concretamente del área de Belice y golfo de Honduras.
- Segunda Migración: 2500 a. C. desde Centro y Suramérica, especialmente los territorios que ocupan México, Honduras y Venezuela. Se establecieron en la costa sur de Cuba (Ciénaga de Zapata, Isla de Pinos y Guanahacabibes). Pescadores de plataforma y recolectores de litoral. Usaban cuchillos, percutores, morteros con conchas, picos, etc. Se encontraban en el Matriarcado y enterraban a sus muertos.
- Tercera Migración: 500 a. C. desde la Florida y el valle del Missisippi. Se asentaron en Matanzas y se extendieron por esa zona de la costa norte. Estos pueblos tenían culturas como las del periodo silvícola de Norteamérica.
- Cuarta Migración: Siglo VI d. C. Primera migración de taínos desde Las Antillas y se ubicaron fundamentalmente en la zona oriental de Cuba, alrededor de la actual Banes. Introdujeron el maíz, la yuca, el tabaco y muchos utensilios de la economía agroalfarera. Poseían rituales y tenían una organización social.
- Quinta Migración: Primera mitad del siglo XV d. C. Utilizaron la misma ruta migratoria que sus antecesores y se asentaron esencialmente en Mayarí. Según el Padre de las Casas, eran los caribes, procedentes de la costa de Venezuela, estaban más adelantados y practicaban la agricultura del maíz y la yuca, además de la cerámica.

La cultura de los guanahatabeyes se considera heredera directa de los pueblos de las dos primeras migraciones. Los pueblos del final de la segunda migración que procedían del N. de Venezuela podrían asociarse con los siboney que habrían llegado a Puerto Rico hacia el 1000 a. C. Los taínos propiamente dichos o taínos clásicos podrían estar asociados con la cuarta migración. Mientras que la quinta migración podría asociarse con los taínos clásicos y con pueblos caribes. Debido a esas identificaciones los más antiguos pobladores de la isla habrían sido los antecesores de los guanajatabeyes, y les siguieron los antecesores de los siboneyes y posteriormente los taínos clásicos.
En tiempos de la llegada de los europeos, todos estos pueblos aborígenes cubanos habrían tenido en común una organización gentilicia matrilocal, con división del trabajo por sexo y edades con una forma de religión animista y culto a los antepasados.

### Periodificación y grupos de aborígenes
Se le otorgan a los primeros habitantes de la isla tres tipos: guanahatebeyes, siboneyes y taínos. El primer grupo era rústico, de piel rojiza, no se cortaban el pelo, vivían en cuevas cerca del mar y tenían una cultura tecnológicamente simple. Los otros dos grupos eran diferentes, vivían en casas, usaban ropajes más elaborados, se cortaban el pelo usando una guira y, en general, poseían mejores instrumentos de trabajo. Al primer grupo se le llama recolectores-cazadores y al segundo agricultores-ceramistas. Estos grupos fueron el resultado de diferentes migraciones y del propio desarrollo histórico interno. Las fases tecnológicas asociadas al desarrollo interno son:
- Los aborígenes de la edad de la concha tenían una cultura mesolítica, se asentaron en la costa sur del occidente de la isla principal de Cuba y en la Isla de Pinos. En esta región proliferaban los moluscos, crustáceos y aves. Sus actividades principales eran la pesca de plataforma y la recolección litoral. Desarrollaron técnicas para confeccionar instrumentos con la concha marina, de ahí su clasificación. Vivían a cielo abierto y rara vez usaban las cuevas.
- Los aborígenes de la edad de la piedra, también del mesolítico tardío, se asentaron en la costa norte del occidente y centro de la isla. Aunque constituyen la primera migración eran más avanzados que el grupo anterior. Desarrollaron la caza y la pesca, sin dejar la recolección. Dominaban el fuego y conocían la técnica para el tallado de la piedra de sílex. Vivían en cuevas y barrancos.
- Los aborígenes de la edad de la alfarería tenían una cultura de tipo neolítico. Formaban parte de la misma familia lingüística que los aruacos y se asentaron a lo largo de toda la isla. Eran agricultores, y con su principal cultivo, la yuca, fabricaban el casabe, alimento que no solo podía comerse en el momento, sino que también se podía conservar. Confeccionaban objetos y recipientes de cerámica y poseían un variado instrumental de concha y piedra pulida. Vivían en casas de madera y guano de diversas formas: desde la cúbica clásica (bohío), en forma circular (caney) o sobre pilotes (barbacoa), siempre en una disposición circular en torno a un espacio céntrico (batey).

Los restos del inicio del grupo guanajatabey fueron descubiertos por el ingeniero José A. Cosculluela en el montículo de Guayabo Blanco en la Ciénaga de Zapata, a fines del año 1913. Este hallazgo pertenecía al período o edad de la concha; su artefacto característico era la gubia, su cráneo sin deformar, grande con 1382 c.c. de capacidad, Lipsi-Subbraquicéfalo. Ha sido nominado por los sabios del Grupo Guamá, "Hombre de Cosculluela". Este grupo vivió en toda la isla, pero en el momento del descubrimiento había mermado notablemente y se había refugiado en la parte occidental de Cuba, actual provincia de Pinar de Río y en algunos cayos en la costa sur de la isla. No se conoce con exactitud su procedencia.
El origen de los siboneyes en Cuba se remontaría a culturas posteriores al guanajatabey inicial; aunque todavía se discute aún si los antecesores más directos de los siboneyes fueron anteriores a los de los guanajatabeyes o si este lo precedió en su llegada a Cuba. El inicio de la cultura que parece corresponderse con los siboneyes pertenecía al período segundo o edad de la piedra. Sus instrumentos característicos eran la gubia, bola y daga. Sus asentamientos típicos fueron: Pico Tuerto del Naranjal, Cayo Redondo y Soroa. Su cráneo pequeño sin deformar, 1165 c.c. mesosubbraquicéfalo ha sido denominado "Hombre de Montané". Los antecesores de los siboney habitaron en toda la isla y en tiempos del descubrimiento europeo, los siboneyes habían sido sojuzgados por los taínos clásicos. Al igual que los taínos los siboneyes eran de origen arahuaco y procedían de América del Sur, su lengua similar al taíno, aunque seguramente no directamente inteligible con él.
Finalmente el origen de los taínos parece remontarse al período tercero o edad de la alfarería. Los antecesores de los últimos taínos tenían como instrumentos característicos las hachas petaloides y las vasijas de barro. Sus lugares típicos: Baracoa, Banes, Morón y Cienfuegos.

## Modo de vida

### Recolectores-cazadores-pescadores

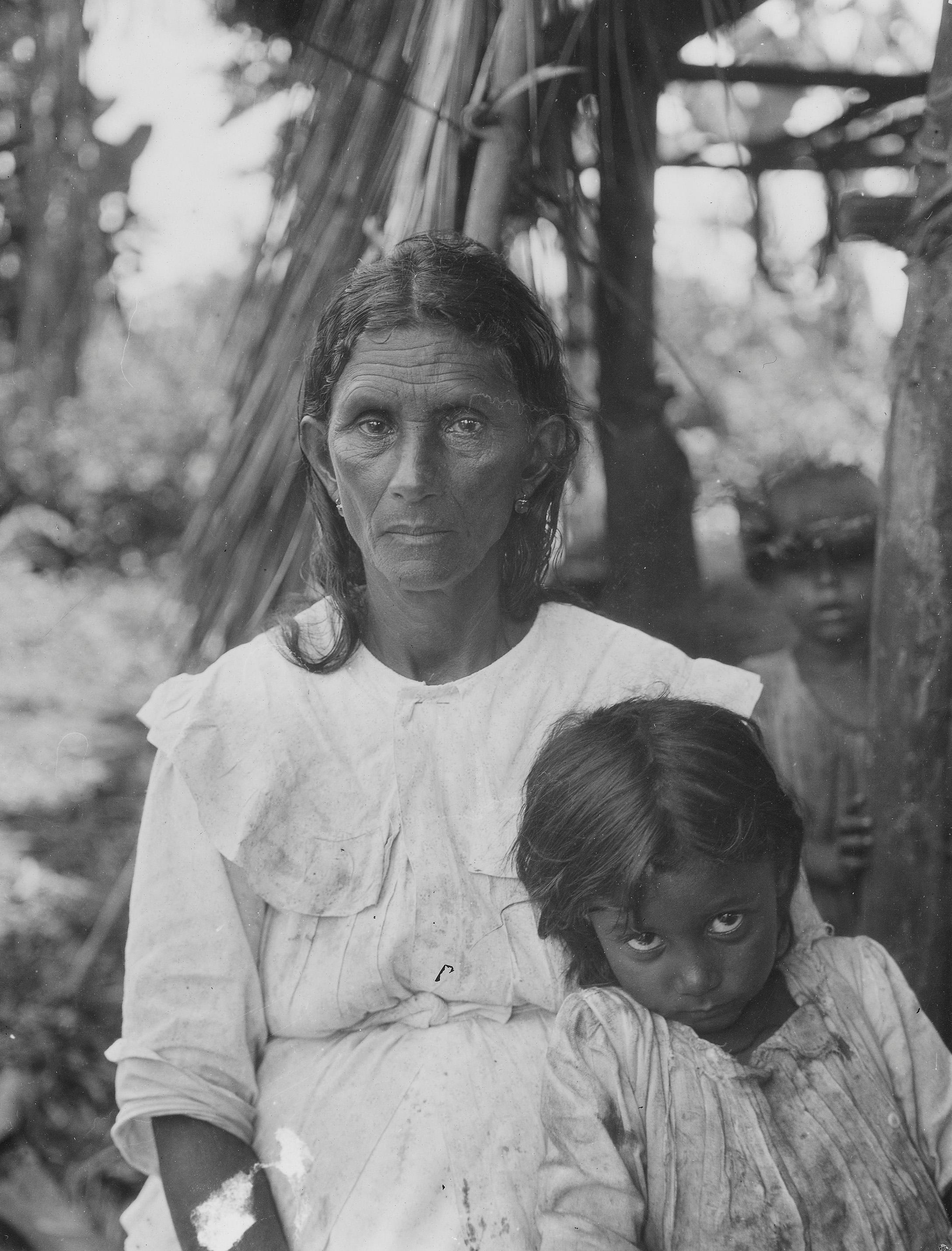
Mujer indígena (probablemente Luisa Gainsa) y una niña en Baracoa, Cuba en 1919.

Vivían cerca de las costas, en cuevas donde se han encontrado sus utensilios, eran gubias, cuchillos y cucharas de piedra. Realizaban en las paredes pictografías conservadas hasta estos días. Tenían pieles coloradas, baja estatura y pelo negro y largo. Cazaban iguanas, recogían frutos de árboles cercanos pero su fuente básica era la pesca. Pues ellos además de la pesca sembraban cazaban y recolectaban.

### Agricultores-Ceramistas
Fueron más desarrollados. Vivían en diversas casas que ellos construían. Entre ellas los bohíos, aún hoy usada algo modernizada por los campesinos cubanos. Además de cazar jutías y aves, pescaban y recolectaban los abundantes frutos de montes intrincados, pero lo más particular era que practicaba la alfarería y la agricultura. En esta última, con la coa, abrían agujeros al suelo fértil y echaban las semillas de maíz u otra planta que deseasen cultivar. Se picaban el pelo, andaban con vestimentas rudimentarias y practicaban diversos festejos religiosos.

## Descripción de uno de los instrumentos de trabajo de los aborígenes cubanos
Estos aborígenes tenían diversos instrumentos de trabajo. Podían ser platos de huesos como los recolectores-cazadores o vasijas como los agricultores-alfareros. Los primeros tenían muchas armas destinadas a la caza. Entre ellas lanzas, arcos y flechas y macanas que eran como una espada para ellos. Con conchas, huesos y piedra hicieron también sus cuchillos. Aunque solo era para el cacique aprendieron a hacer sillas, que eran de madera. También tenían instrumentos para la realización del casabe o para hacer música.

## Cultura
Tenían una cultura rica, fundamentalmente los taínos. Los guanathabeyes como ya se mencionó eran buenos en las pictografías, que son a menudo círculos concéntricos en las paredes hechos con distintas sustancias que extraían del medio. Los taínos practicaban la alfarería con gran perfección. Muchas de sus obras son con fines religiosos como el vaibrama(dios de la lluvia). También hacían cemíes de piedra o madera de gran tamaño para ritos y festejos. Tenían cantos propios de su cultura pero ya que no existe este pueblo actualmente se perdió. Se tiene conocimiento que practicaban una especie de juego competitivo al que llamaban Batos y que quizás haya sido uno de los orígenes del actual baseball

### Festejos y ceremonias
Sus festejos y ceremonias los llamaban areítos. Bailaban en un círculo alrededor del fuego tocando diversos instrumentos. Se pintaban el cuerpo y se llenaban de plumas de aves que eran simbólicas para ellos. El behique era el brujo y el curandero de la tribu, es decir, su aldea o comunidad regida por un cacique, que igualmente organizaba los funerales o ceremonias religiosas.